# Вестендорф
Вестендорф (нім. Westendorf) — містечко й громада округу Кіцбюель у землі Тіроль, Австрія.
Вестендорф лежить на висоті  783 над рівнем моря і займає площу 95,52 км². Громада налічує 3620 мешканців. 
Густота населення 38/км².  
Вестендорф розташований в долині Бріксенталь. Громада складається з розсіяних сіл і хуторів. Вона є центром відпочинку та зимових видів спорту. 
|                                     |
| Вестендорф на мапі округу та землі. |

 Адреса управління громади: Dorfplatz 1, 6363 Westendorf (Tirol). 

## Демографія
Історична динаміка населення міста за даними сайту Statistik Austria